# Strumigenys cultrigera
Strumigenys cultrigera är en myrart som beskrevs av Mayr 1887. Strumigenys cultrigera ingår i släktet Strumigenys och familjen myror. Inga underarter finns listade i Catalogue of Life.